# Liska
Liska (tudi črna liska, znanstveno ime Fulica atra) je vodna ptica iz družine tukalic (Rallidae). Razširjena je v Evropi, Aziji, Avstraliji in delih Afrike.

## Opis
Liska je črne barve, zaobljene oblike, s kratkim repom in s tipičnim kljunom in ščitom bele barve. Dolga je med 36 do 42 cm. Ima kratke peruti in slabo leti. Dobro plava in se tudi potaplja, na modrikasto sivih prstih ima kožne krpe, ki ji pri tem pomagajo. Je vsejed, večinoma pa se prehranjuje s hrano rastlinskega izvora. Jé predvsem alge, poganjke vodnih in obvodnih rastlin ter njihova semena. Od živali jé predvsem polže, pijavke, pajke, mladice rib, ikre, ptičje mladiče in žabje paglavce.

## Habitat
Liska je vodna ptica, ki živi v glavnem na velikih stoječih ali počasi tekočih vodah z blatnim dnom in vodnim rastlinjem. Je teritorialna vrsta, starša branita svoje gnezdo. Zgodaj spomladi naredi kopasto gnezdo iz odmrlega rastlinja v trstičju ob vodi. Samica maja ali junija izleže okoli osem jajc. Mladiči se izvalijo po treh tednih. Takoj po izvalitvi plavajo z mamo, ki jim išče hrano.